# Tantra

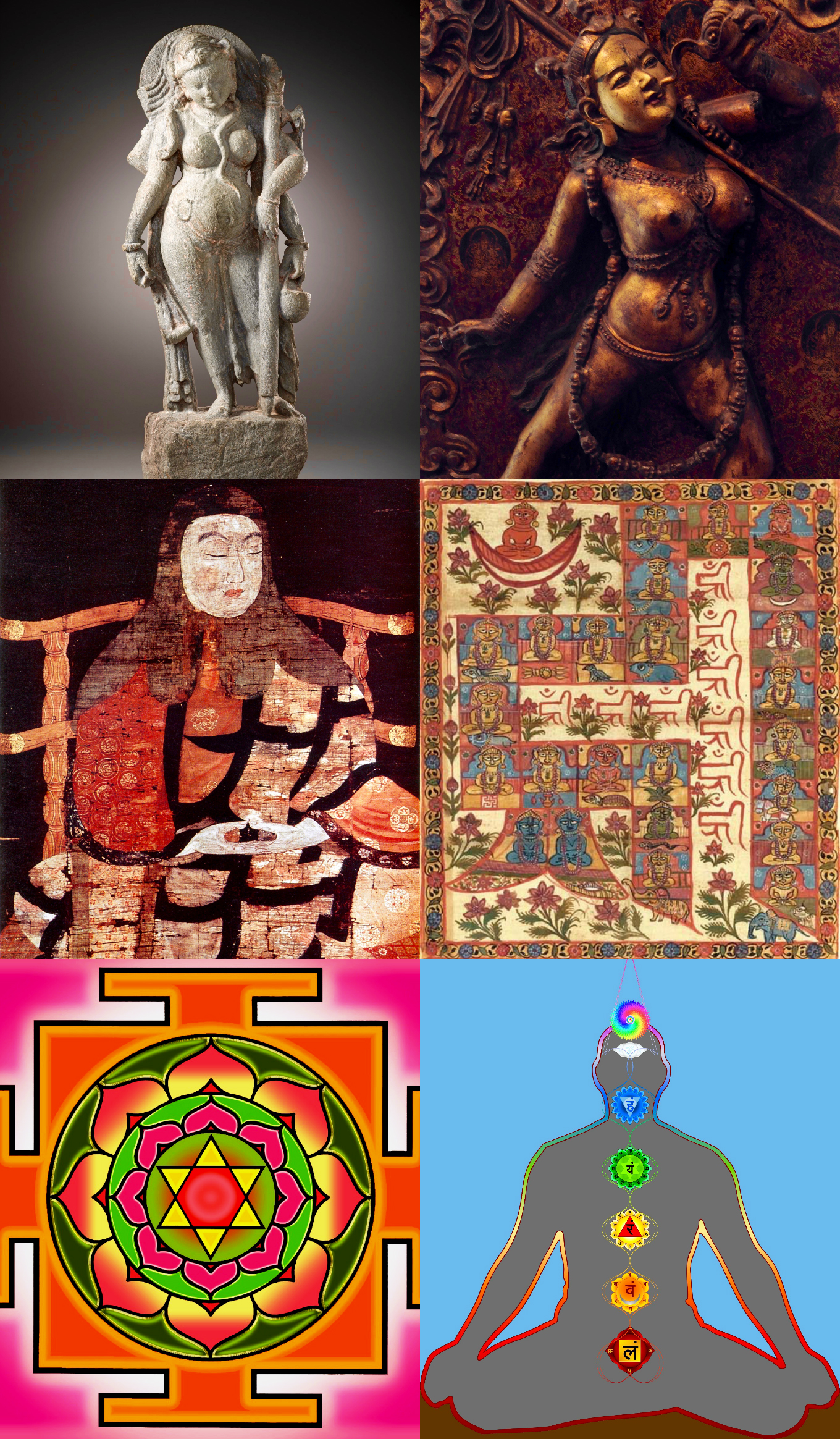
Arte tantra (do canto superior esquerdo, em sentido horário): Uma divindade tântrica hindu, divindade tântrica budista, pintura tântrica jainista, chacras de kundalini, um iantra e Saichō no século XI – fundador da tradição tantra Tendai

Tantra (sânscrito: तन्त्र, lit. "tear, tecelagem, sistema" — denotando "continuidade") ou tantrismo refere-se às tradições esotéricas do hinduísmo e do budismo que se co-desenvolveram provavelmente em meados do primeiro milênio d.C. O termo tantra, nas tradições indianas, também significa qualquer "texto, teoria, sistema, método, instrumento, técnica ou prática" sistemática de aplicação ampla.
Começando nos primeiros séculos da era comum, surgiram os tantras recém-revelados, centrados em Vixnu, Shiva ou Shakti. No budismo, a tradição Vajrayana é conhecida por suas extensas ideias e práticas tantra. As tradições tântricas hindus e budistas influenciaram outras tradições religiosas orientais, como o jainismo, a tradição tibetana bön, o taoismo e a tradição japonesa xinto.
Certos modos de adoração não-védica, como puja, são considerados tântricos em sua concepção e rituais. A construção do templo hindu também geralmente se conforma à iconografia do tantra. Os textos hindus que descrevem esses tópicos são chamados de Tantras, Āgamas ou Samhitās. No budismo, sua literatura de gênero tantra influenciou as obras de arte no Tibete, os templos históricos das cavernas da Índia e as imagens no sudeste da Ásia.

## Etimologia
Tantra (em sânscrito:  तन्त्र) significa literalmente "tear, urdir, tecer". O termo pode ser traduzido como “espargir o conhecimento” ou “a maneira certa de se fazer qualquer coisa”. Quer dizer igualmente "tratado, autoridade, estender, multiplicar, continuar". Também designa o encordoamento do sitar ou outro instrumento musical.
A conotação da palavra tantra para significar uma prática esotérica ou ritualismo religioso é uma invenção europeia da era colonial. Este termo é baseado na metáfora da tecelagem, afirma Ron Barrett, em que a raiz sânscrita tan significa a urdidura de fios em um tear. Implica "entrelaçar tradições e ensinamentos como fios" em um texto, técnica ou prática.
A palavra aparece nos hinos do Rigveda, como em 10.71, com o significado de "urdidura". Pode ser encontrada em muitos outros textos da era védica, como na seção 10.7.42 do Atharvaveda e em muitos Brâmanas. Nestes textos e nos pós-védicos, o significado contextual de Tantra é aquilo que é "parte principal ou essencial, ponto principal, modelo, estrutura, característica". Nas smritis e épicos do hinduísmo (e jainismo), o termo significa "doutrina, regra, teoria, método, técnica ou capítulo" e a palavra aparece tanto como uma palavra separada quanto como um sufixo comum, como significado de atma-tantra " doutrina ou teoria de Atman (alma, eu)".
O termo "Tantra", após cerca de 500 a.C., no budismo, hinduísmo e jainismo é uma categoria bibliográfica, assim como a palavra Sutra (que significa "costurar junto", espelhando a metáfora de "tecer junto" em Tantra). Os mesmos textos budistas são algumas vezes referidos como tantra ou sutra; por exemplo, Vairocabhisambodhi-tantra também é conhecido como Vairocabhisambodhi-sutra. Os vários significados contextuais da palavra Tantra variam com o texto indiano e são resumidos na tabela anexa.
| Período           | Texto ou autor | Significado contextual do tantra                                                           |
| ----------------- | --- | ------------------------------------------------------------------------------------------ |
| 1700–1100 a.C.    | Ṛgveda X, 71,9 | Tear (ou dispositivo de tecelagem)                                                         |
| 1700-? a.C.       | Sāmaveda, Tandya Brahmana | Essência (ou "parte principal", talvez denotando a quintessência dos Sastras)              |
| 1200-900 a.C.     | Atharvaveda X, 7,42 | Tear (ou tecelagem)                                                                        |
| 1400-1000 a.C.    | Yajurveda, Taittiriya Brahmana 11.5.5.3                                                                                      | Tear (ou tecelagem)                                                                        |
| 600-500 a.C.      | Pāṇini em Aṣṭādhyāyī 1.4.54 e 5.2.70                                                                                         | Urdidura (tecelagem), tear                                                                 |
| antes de 500 a.C. | Śatapatha Brāhmaṇa | Essência (ou parte principal; ver acima)                                                   |
| 350-283 a.C.      | Chanakya on Arthaśāstra | Ciência; sistema ou shastra                                                                |
| 300               | Īśvarakṛṣṇa, autor de Sānkhya Kārikā (kārikā 70)                                                                             | Doutrina (identifica Sânquia como um tantra)                                               |
| 320               | Viṣṇu Purāṇa | Práticas e rituais                                                                         |
| 320–400           | Poeta Kālidāsa em Abhijñānaśākuntalam                                                                                        | Profundo entendimento ou domínio de um tópico                                              |
| 423               | Inscrição de pedra em Gangdhar no Rajastão                                                                                   | Técnicas de adoração (Tantrodbhuta) Ligação dúbia às práticas tântricas.                   |
| 550               | O comentário de Sabarasvamin sobre o Mimamsa Sutra 11.1.1, 11.4.1 etc.                                                       | Fio, texto; ação ou coisa benéfica                                                         |
| 500–600           | Cânone budista chinês (Vol. 18–21: Tantra (Vajrayāna) ou budismo tântrico                                                    | Conjunto de doutrinas ou práticas                                                          |
| 600               | Kāmikāgama ou Kāmikā-tantra                                                                                                  | Amplo conhecimento dos princípios da realidade                                             |
| 606–647           | O estudioso e poeta sânscrito Bāṇabhaṭṭa (em Harṣacarita e no Kādambari), no Cārudatta de Bhāsa e no Mṛcchakatika de Śūdraka | Conjunto de locais e métodos de adoração a deusas ou Matrikas.                             |
| 975–1025          | O filósofo Abhinavagupta em seu Tantrāloka                                                                                   | Conjunto de doutrinas ou práticas, ensinamentos, textos, sistema (às vezes chamado Ágamas) |
| 1150–1200         | Jayaratha, comentarista de Abhinavagupta sobre Tantrāloka                                                                    | Conjunto de doutrinas ou práticas, ensinamentos                                            |
| 1690–1785         | Bhāskararāya (filósofo) | Sistema de pensamento ou conjunto de doutrinas ou práticas, um cânone                      |

## Definição

### Era antiga e medieval
O estudioso do século V a.C. Pāṇini, em seu Sutra 1.4.54–55 de gramática sânscrita, explica enigmaticamente o tantra através do exemplo de "Sva-tantra" (sânscrito: स्वतन्त्र), que ele afirma que significa "independente" ou uma pessoa que é sua própria "urdidura, tecido, tecelão, promotor, karta (ator)". Patânjali em seu Mahābhāṣya cita e aceita a definição de Panini, depois a discute ou menciona mais detalhadamente, em 18 instâncias, afirmando que sua definição metafórica de "urdidura (tecelagem), tecido estendido" é relevante para muitos contextos. A palavra tantra, afirma Patanjali, significa "principal".
Ele usa o mesmo exemplo de svatantra como uma palavra composta de "sva" (auto) e tantra, afirmando que "svatantra" significa "alguém que é autodependente, alguém que é seu próprio mestre, a principal coisa para quem é ele mesmo", interpretando assim a definição de tantra. Patânjali também oferece uma definição semântica de Tantra, afirmando que são regras estruturais, procedimentos padrão, guia centralizado ou conhecimento em qualquer campo que se aplique a muitos elementos.
A antiga escola de hinduísmo Mimamsa usa o termo tantra extensivamente, e seus estudiosos oferecem várias definições. Por exemplo: 
Quando uma ação ou coisa, uma vez concluída, torna-se benéfica em várias matérias para uma pessoa, ou para muitas pessoas, isso é conhecido como Tantra. Por exemplo, uma lâmpada colocada no meio de muitos sacerdotes. Em contraste, aquilo que beneficia por sua repetição é chamado de Āvāpa, como a massagem com óleo. (...)— Sabara, século VI

 Os textos medievais apresentam suas próprias definições de Tantra. Kāmikā-tantra, por exemplo, fornece a seguinte explicação do termo tantra: 
Porque ele elabora (tan) questões abundantes e profundas, especialmente relacionadas com os princípios da realidade (tattva) e mantras sagrados, e porque fornece liberação (tra), é chamado de um tantra.

### Era moderna
O ocultista e empresário Pierre Bernard (1875-1955) é amplamente creditado por apresentar a filosofia e as práticas do tantra ao povo americano, criando ao mesmo tempo uma impressão enganosa de sua conexão com o sexo.
Nos estudos modernos, o Tantra tem sido estudado como uma prática esotérica e religião ritualística, às vezes chamada de tantrismo. Há uma grande lacuna entre o que o Tantra significa para seus seguidores e a forma como o Tantra tem sido representado ou percebido desde que os escritores da era colonial começaram a comentar sobre. Muitas definições de Tantra foram propostas desde então, e não há uma definição universalmente aceita. André Padoux, em sua revisão das definições do Tantra, oferece duas, depois rejeita ambas. Uma definição, devido a Padoux, é encontrada entre os praticantes do Tantra - é qualquer "sistema de observâncias" sobre a visão do homem e o cosmos, em que as correspondências entre o mundo interior da pessoa e a realidade macrocósmica desempenham um papel essencial. Outra definição, mais comum entre observadores e não praticantes, é um "conjunto de rituais mecanicistas, omitindo inteiramente o lado ideológico". 
As tradições tântricas têm sido estudadas principalmente a partir de perspectivas textuais e históricas. O trabalho antropológico sobre a tradição tântrica viva é escasso, e a etnografia raramente se envolveu com o estudo do Tantra. Isto é sem dúvida um resultado da construção moderna do tantrismo como oculto, esotérico e secreto. Alguns estudiosos tentaram desmistificar o mito do segredo nas tradições tântricas contemporâneas, sugerindo novos caminhos metodológicos para superar os problemas éticos e epistemológicos no estudo das tradições tântricas vivas.
Segundo David N. Lorenzen, existem dois tipos diferentes de definições do Tantra, estrito e amplo. De acordo com a definição estrita, o tantrismo, ou "religião tântrica", são as tradições de elite diretamente baseadas nos textos em sânscrito chamados Tantras, Samhitas e Agamas. A "definição lata" de Lorenzen estende isso, incluindo uma ampla gama de "crenças e práticas mágicas", como Ioga e Shaktismo.
Richard Payne afirma que o Tantra tem sido comum mas incorretamente associado ao sexo, dada a obsessão pruriente da cultura popular com a intimidade. O tantra foi rotulado como o "ioga do êxtase", impulsionado pelo libertinismo ritualístico sem sentido. Isso está longe da compreensão diversa e complexa do que o Tantra significa para os budistas, hindus e jainistas que o praticam.
David Gray discorda de amplas generalizações e afirma que definir o Tantra é uma tarefa difícil porque "as tradições do Tantra são múltiplas, abrangendo várias tradições religiosas e mundos culturais. Como resultado, elas também são diversas, o que torna um desafio significativo encontrar uma solução adequada. definição". O desafio de definir Tantra é agravado pelo fato de ter sido uma parte historicamente significativa das principais religiões indianas, incluindo budismo, hinduísmo e jainismo, dentro e fora do sul da Ásia e do leste da Ásia. Para seus praticantes, o Tantra é definido como uma combinação de textos, técnicas, rituais, práticas monásticas, meditação, ioga e ideologia.
De acordo com Georg Feuerstein, "o escopo dos tópicos discutidos nos Tantras é considerável. Eles lidam com a criação e a história do mundo; os nomes e funções de uma grande variedade de deidades masculinas e femininas e outros seres superiores; os tipos de ritual adoração (especialmente de deusas); magia, feitiçaria e adivinhação; "fisiologia" esotérica (o mapeamento do corpo sutil ou psíquico); o despertar do misterioso poder da serpente (kundalinî-shakti); técnicas de purificação corporal e mental; natureza da iluminação; e não menos importante, sexualidade sagrada". Puja hindu, templos e iconografia mostram influência tântrica. Estes textos, afirma Gavin Flood, contêm representação do "corpo na filosofia, no ritual e na arte", os quais estão ligados a "técnicas do corpo, métodos ou tecnologias desenvolvidas dentro das tradições tântricas destinadas a transformar o corpo e o eu".

#### Tantrismo
O termo "tantrismo" é uma invenção europeia do século XIX que não está presente em nenhum idioma asiático; comparado com "sufismo", de origem orientalista semelhante. Segundo Padoux, "tantrismo" é um termo e noção ocidentais, não uma categoria usada pelos próprios "tantristas". O termo foi introduzido por indologistas do século XIX, com conhecimento limitado da Índia e, em cuja opinião, o tantrismo era uma prática particular, incomum e minoritária, em contraste com as tradições indianas que eles acreditavam serem comuns.
Robert Brown também observa que o "tantrismo" é uma construção da academia ocidental, não um conceito do próprio sistema religioso. Ele define o tantrismo como um rótulo apologético dos ocidentais para um sistema que eles pouco entendem que "não é coerente" e que é "um conjunto acumulado de práticas e ideias de várias fontes, que variaram entre seus praticantes dentro de um grupo, variaram entre grupos, entre geografia e ao longo de sua história". É um sistema, acrescenta Brown, que dá a cada seguidor a liberdade de misturar elementos tântricos com aspectos não tântricos, para desafiar e transgredir toda e qualquer norma, experimentar com "o mundano para alcançar o supramundano".  
Teun Goudriaan, em sua revisão de 1981 do tantrismo hindu, afirma que tantrismo geralmente significa uma "busca sistemática de salvação ou excelência espiritual", realizando e promovendo o divino dentro do próprio corpo, que é a união simultânea do masculino-feminino e da matéria espiritual, e que tem o objetivo final de realizar o "estado de felicidade primordial da não-dualidade". É tipicamente um sistema metodicamente comprometido, consistindo em práticas específicas escolhidas voluntariamente, que podem incluir itens tântricos, como mantras (bijas), padrões e símbolos geométricos (mandala), gestos (mudra), mapeamento do microcosmo no corpo para os elementos macrocósmicos externos como o corpo sutil (kundalini-yoga), atribuições de ícones e sons (nyasa), meditação (dhyana), adoração ritual (puja), iniciação (diksha) e outros. O tantrismo, acrescenta Goudriaan, é um sistema vivo que é decididamente monístico, mas com amplas variações, e é impossível ser dogmático sobre uma definição simples ou fixa.
Tantrismo é um termo abrangente para "tradições tântricas", afirma David Gray em uma revisão de 2016, que combina tradições védicas, iogues e meditativas do hinduísmo antigo, bem como tradições rivais budistas e jainistas. É um neologismo de estudiosos ocidentais e não reflete o entendimento de nenhuma tradição tântrica específica. Embora a descrição de Goudriaan seja útil, acrescenta Gray, não há uma característica universal definidora única comum a todas as tradições tantra, sendo um sistema em evolução aberto. Tantrismo, budista ou hindu, pode ser melhor caracterizado como práticas, um conjunto de técnicas, com forte foco em rituais e meditação, por aqueles que acreditam que esse é um caminho para a libertação que é caracterizado tanto pelo conhecimento quanto pela liberdade.

#### Tantrika
De acordo com Padoux, o termo "Tantrika" é baseado em um comentário por Kulluka Bhatta em Manava Dharmasastra 2.1, que contrastava formas vaidika e  tantrika de shruti (textos canônicos). A Tantrika, para Bhatta, é a literatura que faz parte paralela da tradição hindu, independente do corpus védico. Os caminhos védico e não védico (tântrico) são vistos como duas abordagens diferentes da realidade suprema, a abordagem védica baseada em Brâman, e a tantrika baseada nos textos Ágamas não-védicos. Apesar de Bhatta tentar esclarecer, afirma Padoux, na realidade hindus e budistas sentiram-se historicamente livres para emprestar e misturar ideias de todas as fontes, védicas, não védicas e, no caso do budismo, suas próprias obras canônicas.
Uma das principais diferenças entre as tradições tântricas e não tântricas – seja o budismo ortodoxo, o hinduísmo ou o jainismo – são as suposições sobre a necessidade de vida monástica ou ascética. As tradições não-tantrika, ou ortodoxas nas três principais religiões indianas antigas, sustentam que a vida mundana de um chefe de família é conduzida por desejos e cobiça, que são um sério impedimento à libertação espiritual (moksha, nirvana, kivali). Essas tradições ortodoxas ensinam a renúncia à vida de chefe de família, a vida de simplicidade de um mendigo e deixando todos os apegos para se tornar um monge ou monja. Em contraste, as tradições tantrika sustentam, afirma Robert Brown, que "tanto a iluminação quanto o sucesso mundano" são alcançáveis e que "este mundo não precisa ser evitado para alcançar a iluminação".

## História

### Textos védicos
O hino Keśin do Rig Veda (10.136) descreve o "solitário selvagem" que, afirma Karel Werner, "carrega dentro de si fogo e veneno, céu e terra, variando de entusiasmo e criatividade a depressão e agonia, das alturas da bem-aventurança espiritual ao peso do trabalho terrestre". O Rigveda usa palavras de admiração por esses solitários, e se está relacionado ao Tantra ou não, tem sido interpretado de várias maneiras. Segundo David Lorenzen, descreve munis (sábios) experimentando "estados de consciência extáticos e alterados" de aspecto Tantra e ganhando a capacidade de "voar no vento". Por outro lado, Werner sugere que estes são os primeiros pioneiros do Ioga e iogues da antiga tradição indiana pré-budista, e que este hino védico está falando daqueles "perdidos em pensamentos" cujas "personalidades não estão ligadas à terra, pois eles seguem o caminho do vento misterioso".
As duas escrituras upanixádicas mais antigas do hinduísmo, a Brihadaranyaka Upanishad na seção 4.2 e Chandogya Upanishad na seção 8.6, referem-se a nadis (hati) na apresentação de sua teoria sobre como o Atman (alma) e o corpo estão conectados e interdependentes através de artérias condutoras de energia quando alguém está acordado ou dormindo, mas não menciona nada relacionado às práticas tântricas. A Shvetashvatara Upanishad descreve o controle da respiração que se tornou uma parte padrão do Yoga, mas as práticas tântricas não aparecem nela. Os Ioga Sutras de Patânjali são uma codificação precoce das práticas de Ioga. Mais tarde, de acordo com Lorenzen, essas primeiras ideias relacionadas ao Ioga se desenvolvem no Hata Ioga e depois se diversificam na "anatomia mística" dos nadis e chakras das práticas tântricas. O componente xamânico-ióguico do século VII do tantrismo aparece claramente em forma tântrica na Harshacharita de Bāṇabhaṭṭa e na Dashakumaracharita de Dandin. Em contraste com essa teoria de Lorenzen, outros estudiosos como Mircea Eliade consideram que o Ioga e a evolução das práticas ióguicas são separados e distintos da evolução do Tantra e das práticas tântricas.
David Gordon White vê os cultos de Yogini como fundacionais do tantra primitivo, mas contesta estudiosos que veem suas raízes em uma "fonte autóctone não-védica", como tribos indígenas ou a Civilização do Vale do Indo. Em vez disso, White sugere que os textos védicos de Srauta mencionam oferendas às deusas Rākā, Sinīvālī e Kuhū de uma maneira semelhante a um ritual tântrico. Frederick Smith - um professor de religiões sânscritas e clássicas da Índia, vê o Tantra como um movimento religioso paralelo ao movimento Bhakti do I milênio AD. O Tantra, juntamente com o Aiurveda, afirma Smith, é tradicionalmente atribuído a Atharvaveda, mas essa atribuição é de deferência e não de historicidade. O Aiurveda tem sido principalmente uma prática empírica com raízes védicas, mas o Tantra tem sido um movimento folclórico esotérico sem fundamentação que pode ser atribuído a qualquer coisa em Atharvaveda ou qualquer outro texto védico.

### Relevos budistas
Uma série de obras de arte descobertas em Gandhara, no Paquistão moderno, datada do século I AD, mostra monges budistas e hindus segurando caveiras. Um deles mostra o Buda sentado no centro; de um lado, um monge budista e, do outro lado, um monge hindu. A lenda correspondente a essas obras de arte é encontrada em textos budistas e descreve os monges "que tocam em caveiras e prevêem os futuros renascimentos da pessoa a quem a caveira pertence". De acordo com Robert Brown, esses relevos budistas de tocar crânio sugerem que as práticas tântricas podem ter estado em voga no século I para aparecer com destaque na arte budista e seus textos.

### Durga

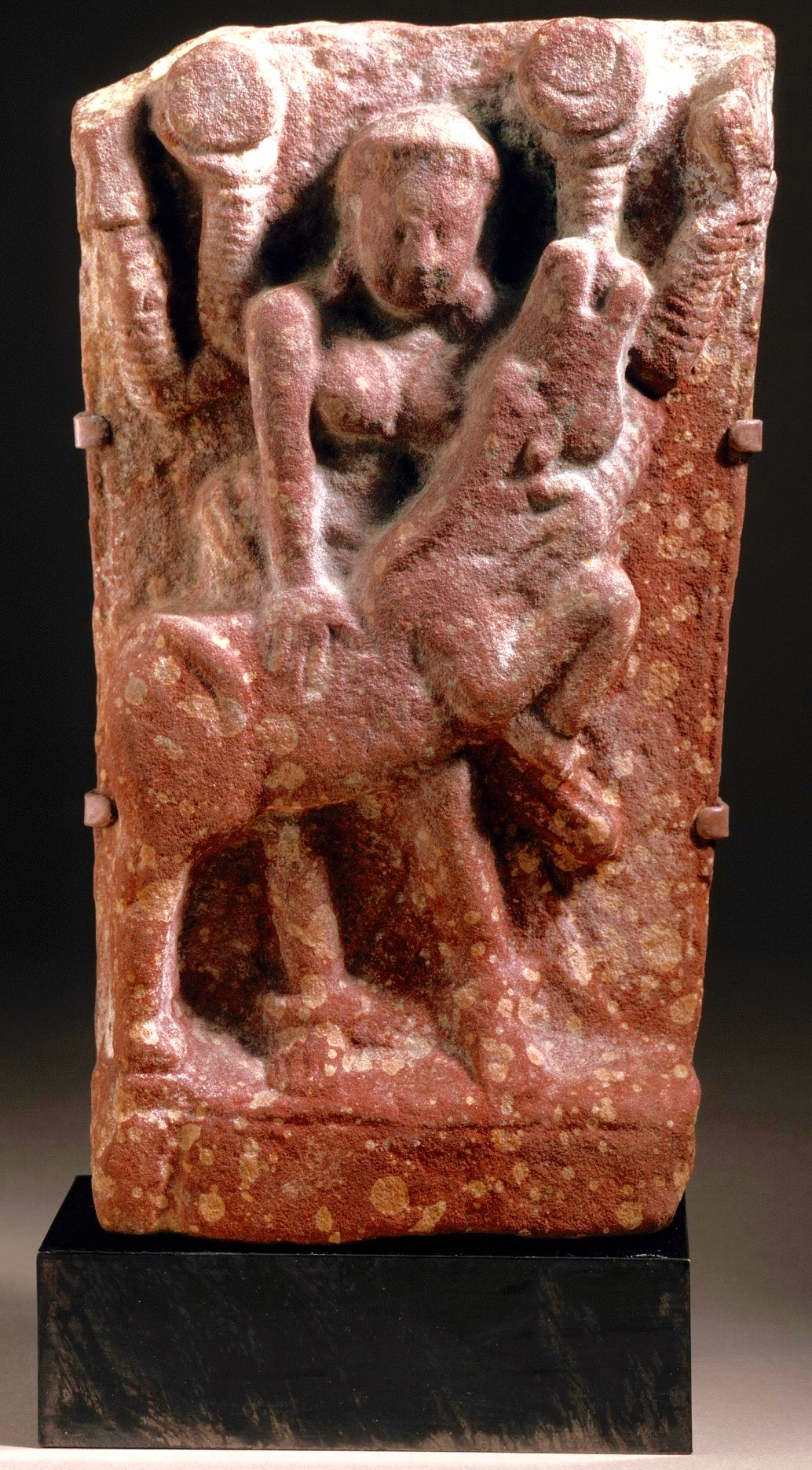
Uma estátua da deusa Durga, do século II, matando o demônio búfalo, de Matura. Tais trabalhos de arte sugerem uma cultura de deusa, mas não necessariamente o Tantra.

O Mahabharata, o Harivamsa, o Devi Mahatmya no Markandeya Purana, todos contêm referências às ferozes manifestações matadoras de demônios da Grande Deusa Mahishamardini, identificada com Durga-Parvati. Eles sugerem que a reverência e o culto à Deusa na cultura indiana eram uma tradição estabelecida (shaktismo), nos primeiros séculos do primeiro milênio. No entanto, isso não significa que os rituais e práticas tântricos ainda fizessem parte das tradições hindu ou budista. "Além da referência um tanto dúbia ao Tantra na inscrição de Gangadhar em 423 EC", afirma David Lorenzen, são apenas os Kadambari de Banabhatta do século VII que fornecem uma prova convincente do Tantra e textos tântricos.

### Textos do Tantra
Segundo Flood, a data mais antiga para os textos do Tantra relacionados às práticas tântricas é 600 AD, embora a maioria deles tenha sido provavelmente composta após o século VIII em diante. No século X, um extenso corpus existia. Regionalmente, os textos tântricos foram compostos principalmente durante esse período na Caxemira e no Nepal. Eles também foram chamados ágamas no xivaísmo, samhita ou Pancaratra no vaixnavismo, e como tantras no shaktismo.  Os budistas desenvolveram o seu próprio corpo de tantras, que se tornou a base textual do Vajrayana. No jainismo, os textos secundários sugerem um corpus substancial do Tantra baseado na tradição de Surya desenvolvida nas regiões ocidentais da Índia, mas os manuscritos completos deles não sobreviveram até a era moderna. Entre os hindus, aqueles pertencentes às tradições ortodoxas védicas rejeitaram os textos do Tantra, os seguidores tântricos incorporaram as ideias védicas em seus próprios sistemas, considerando os Tantras como o entendimento mais elevado e refinado das ideias mais antigas. Alguns consideravam os textos do Tantra superiores aos Vedas, enquanto outros os consideravam complementares: 
O Veda é a vaca, o verdadeiro Ágama é o leite.— Umapati, traduzido por David Smith
 Segundo Flood, pouco se sabe sobre quem criou os tantras, nem muito se sabe sobre o status social desses e das tantrikas da era medieval. Os pioneiros do Tantra podem ter sido ascetas que viviam nos locais de cremação, possivelmente de "grupos acima das castas baixas" afirma Flood, e estes provavelmente eram não-brâmanes. Esses renunciantes hindus e ascetas remontam a tradições muito mais antigas e são mencionados no Cânon Páli budista. Nos primeiros tempos medievais, suas práticas podem ter incluído a imitação de deuses como a deusa Kali e o deus Bhairava, com ofertas de alimentos não vegetarianos, álcool e substâncias sexuais. De acordo com essa teoria, esses praticantes teriam convidado suas divindades a avesha mam (entre em mim) e depois revertido o papel para controlar essa divindade e ganhar seu poder. Esses ascetas teriam sido apoiados por castas baixas que moravam nos locais de cremação.

### Práticas tântricas
As primeiras práticas tântricas na história indiana são às vezes atribuídas aos capalicas (kapalikas, literalmente, "homens do crânio", também chamados Somasiddhatins ou Mahavartins). Pouco, no entanto, é sabido com segurança sobre eles, e há uma escassez de fontes primárias sobre kapalikas. As informações históricas sobre eles estão principalmente disponíveis em obras ficcionais duvidosas e as observações depreciativas feitas sobre eles nos textos budistas, hindus e jainistas do primeiro milênio AD.
No Gatha-saptasati de Hāla (composto por volta do século V), por exemplo, a história conta uma personagem feminina Kapalika, cujo amante morre; ele é cremado, ela toma suas cinzas de cremação e esfrega-as em seu corpo. O Varāhamihira, do século VI, menciona kapalikas em suas obras literárias. Algumas das práticas kāpālika mencionadas nesses textos são as encontradas no hinduísmo xaiva e no budismo vajrayana, e os estudiosos discordam sobre quem influenciou quem.

Essas menções históricas iniciais estão de passagem e parecem ser práticas semelhantes a Tantra, não são uma apresentação detalhada nem abrangente das crenças e práticas tântricas. Referências epigráficas às práticas tântricas kaulas são raras. No início do século IX, é feita referência aos tantras vama (à esquerda) dos kaulas. As evidências literárias sugerem que o budismo tântrico provavelmente estava florescendo no século VII. Matrikas, ou deusas-mãe ferozes que mais tarde estão intimamente ligadas às práticas do Tantra, aparecem nas artes e na literatura budistas e hindus entre os séculos VII e X.

#### Tração e crescimento
O Tantra provavelmente ganhou força depois do século VI, era pós-Império Gupta. práticas tântricas eram conhecidas no século VII, floresceram entre o século VIII ou IX e o século XIV.
Os principais textos tântricos haviam sido escritos no século X, particularmente na Caxemira, no Nepal e em Bengala. No século X ou XI, os textos tântricos haviam sido traduzidos para idiomas regionais, como o tâmil, e as práticas tântricas provavelmente haviam se espalhado pelo sul da Ásia. Foi amplamente influente, com o Flood descrevendo-o da seguinte forma: 
O tantrismo estava sendo tão difundido que todo o hinduísmo após o século XI, talvez com exceção da tradição srauta védica, é influenciado por ele. Todas as formas de religião saiva, vaisnava e smarta, mesmo aquelas formas que queriam se distanciar do tantrismo, absorveram elementos derivados dos Tantras.— Gavin Flood, An Introduction to Hinduism
Madhvacharya, filósofo do século XIII do Dvaita Vedanta, escreveu copiosos comentários sobre as principais escolas de filosofias e práticas indianas da época e citou os trabalhos de Abhinavagupta do século X, considerado um importante e influente estudioso do Tantra. No entanto, Madhvacharya não menciona o Tantra como uma prática religiosa separada ou distinta ou orientada por rituais. O estudioso indiano do início do século XX Pandurang Vaman Kane conjeturou que Madhvacharya ignorou o Tantra porque poderia ter sido considerado escandaloso. Por outro lado, Padoux sugere que o Tantra pode ter sido tão difundido no século XIII que "não era considerado um sistema distinto".
O tantrismo se espalhou ainda mais com a transmissão do budismo na Rota da Seda para o Leste e o Sudeste Asiático, e também influenciou a tradição Bön do Tibete.

#### Sexo e erotismo
Os textos e práticas tântricas do Tantra envolvem uma ampla gama de tópicos, principalmente focados em tópicos espirituais, e não de natureza sexual. No entanto, afirma Gavin Flood, o tantrismo é mais conhecido no Ocidente por ser notório por seus elementos antinomianos, retratado estereotipadamente como uma prática que é erotismo esotérico e sexo ritualizado em nome da religião, imbuída de álcool e oferecendo carne a deuses ferozes. Este retrato não se limita à imaginação ocidental, no entanto. Jayanta Bhatta, estudioso do século IX da escola de filosofia hindu Nyaya e que comentou a literatura tântrica, afirmou que as ideias e práticas espirituais tântricas estão bem posicionadas, mas também tem "ensinamentos imorais", como aqueles pela chamada seita "Nilambara", em que seus praticantes "usam apenas uma roupa azul, e depois como um grupo se envolve em sexo público sem restrições" em festivais. Ele escreveu que essa prática é desnecessária e ameaça valores fundamentais da sociedade. 
O tantrismo estava sendo tão difundido que todo o hinduísmo após o século XI, talvez com exceção da tradição srauta védica, é influenciado por ele. Todas as formas de religião saiva, vaisnava e smarta, mesmo aquelas formas que queriam se distanciar do tantrismo, absorveram elementos derivados dos Tantras.— Gavin Flood, An Introduction to Hinduism
 A sexualidade faz parte das práticas tântricas, os fluidos sexuais são vistos como "substâncias poderosas" e usados ritualisticamente. Alguns textos extremos, afirma Flood, vão mais longe, como o texto budista Candamaharosana-tantra, defendendo o consumo de resíduos corporais como "substâncias poderosas", ensinando que os resíduos devem ser consumidos como uma dieta "consumida por todos os Budas" sem o menor desgosto. No entanto, essas práticas esotéricas são excepcionais e extremas, não são encontradas em muita literatura ou práticas tântricas budistas e hindus. Na tradição kaula e em outras em que são mencionados fluidos sexuais como substâncias poderosas e sexo ritual, os estudiosos discordam de suas traduções, interpretações e significado prático.
Douglas Renfrew Brooks, por exemplo, afirma que os elementos antinomianos, como o uso de substâncias embriagantes e sexo, não eram animistas, mas foram adotadas em algumas tradições kaula para desafiar o devoto tântrico a quebrar as "distinções entre a realidade última de Brahman e o mundo físico e mundano mundano". Ao combinar técnicas eróticas e ascéticas, afirma Brooks, o tântrico quebrava todas as suposições sociais e internas, tornou-se semelhante a Shiva. No xivaísmo da Caxemira, afirma David Gray, as ideias transgressivas antinomianas foram internalizadas, para meditação e reflexão, e como um meio de "realizar uma subjetividade transcendente".
Na maioria dos textos hindus e budistas do tantra, formas extremas de ritualismo sexual estão ausentes. No texto tântrico jainista, isso está totalmente ausente. No entanto, emoções, erotismo e sexo são universalmente considerados na literatura tântrica como naturais, desejáveis, um meio de transformação da divindade interior, para "refletir e recapitular a bem-aventurança de Shiva e Shakti". Kama e sexo são outro aspecto da vida e uma "raiz do universo", na visão tântrica, cujo propósito se estende além da procriação e é outro meio de jornada e realização espiritual. Essa ideia floresce com a inclusão da arte kama nas artes do templo hindu, e seus vários manuais de arquitetura e design de templo, como o Shilpa-prakasha, do estudioso hindu Ramachandra Kulacara.

## Práticas
Os rituais são o foco principal dos Tantras. Em vez de um sistema coerente, o Tantra é um acúmulo de práticas e ideias. Devido à grande variedade de comunidades abrangidas pelo termo, é problemático descrever definitivamente as práticas tântricas.

### Componentes
André Padoux observa que não há consenso entre os estudiosos sobre quais elementos são característicos do Tantra, nem existe texto que contenha todos esses elementos. Além disso, a maioria desses elementos também pode ser encontrada em tradições não tântricas. De acordo com Anthony Tribe, um estudioso do tantra budista, o tantra tem as seguintes características definidoras:
1. Centralidade do ritual, especialmente o culto às divindades
2. Centralidade dos mantras
3. Visualização e identificação com uma divindade
4. Necessidade de iniciação, esoterismo e sigilo
5. Importância de um professor (guru, acharya)
6. Uso ritual de mandalas (maṇḍala)
7. Atos transgressivos ou antinomianos
8. Reavaliação do corpo
9. Reavaliação do status e papel das mulheres
10. Pensamento analógico (incluindo correlação microcósmica ou macrocósmica)
11. Reavaliação de estados mentais negativos

Segundo David N. Lorenzen, as práticas do Tantra incluem o seguinte:
1. "Crenças e práticas xamânicas e iogues;"
2. "o culto a Sakta, especialmente o culto às Matrikas e as formas matadoras de demônios das deusas hindus e budistas;"
3. "Escolas específicas da religião tântrica, como os kapalikas e kaulas;"
4. "Os próprios textos tântricos."

### Sadhanas

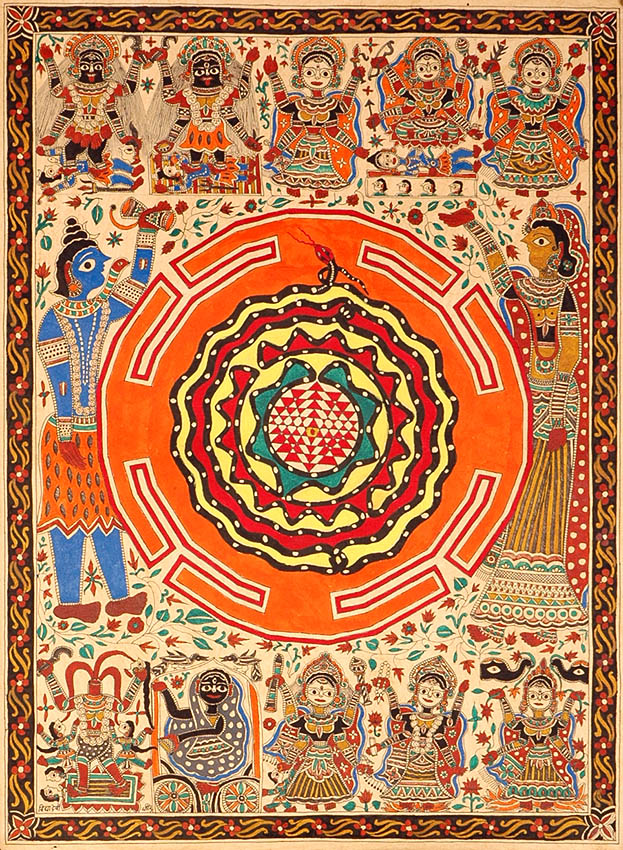
Diagrama de Sri Yantra com os Dez Mahavidyas. Os triângulos representam Shiva e Shakti, a cobra representa Spanda e Kundalini.

Várias técnicas (sadhana) são usadas como auxílio à meditação e ao alcance do poder espiritual:
- Dakshina: Doação ou presente para o professor
- Diksha: Ritual de iniciação que pode incluir shaktipat
- Ioga, incluindo técnicas de respiração (pranayama) e posturas (asana), é empregado para equilibrar as energias do corpo/mente.
- Mudras, ou gestos com as mãos
- Mantras: recitando sílabas, palavras e frases
- Canto de hinos de louvor (stava)
- Mandalas
- Yantras: diagramas simbólicos de forças em ação no universo
- Visualização de divindades e identificação com divindades
- Puja (ritual de adoração)
- Sacrifício de animais
- Uso de substâncias tabu como álcool, maconha, carne e outros enteógenos.
- Prāyaścitta - um ritual de expiação realizado se um puja foi realizado incorretamente
- Nyasa
- Purificação ritual (dos ídolos, do corpo, etc.)
- Guru bhakti (devoção) e puja
- Yatra: peregrinação, procissões
- Vrata: votos, às vezes, fazer práticas ascéticas como o jejum
- A aquisição e uso de siddhis ou poderes sobrenaturais.
- Ganachakra: um ritual durante o qual é oferecida uma refeição sacramental.
- Música ritual e dança.
- Maithuna: união sexual ritual (com um parceiro físico real).
- Ioga dos Sonhos

### Maṇḍalas
Segundo David Gordon White, as mandalas são um elemento-chave do Tantra. Eles representam o fluxo constante e a interação de energia ou impulsos divinos, demoníacos, humanos e animais (kleshas, cetanā, taṇhā) no universo. A mandala é um mesocosmo, que medeia entre o macrocosmo "transcendente-mas-imanente" e o microcosmo da experiência humana mundana. A divindade está no centro da mandala, enquanto todos os outros seres, incluindo o praticante, estão localizados a várias distâncias deste centro. Mandalas também refletiram o sistema feudal medieval, com o rei no centro.
A divindade é transcendente e imanente, e o mundo é considerado real, e não uma ilusão. O objetivo não é transcender o mundo, mas perceber que o mundo é a manifestação da divindade, enquanto o "eu" é "a egoidade suprema da divindade". O mundo deve ser visto com os olhos da divindade, percebendo que é uma manifestação de si mesmo. A totalidade de tudo isso é um "reino do Dharma" que compartilha um princípio comum. O supremo se manifesta em todos, o que deve ser realizado por meio da prática tântrica.

### Mantra,yantra,nyāsa

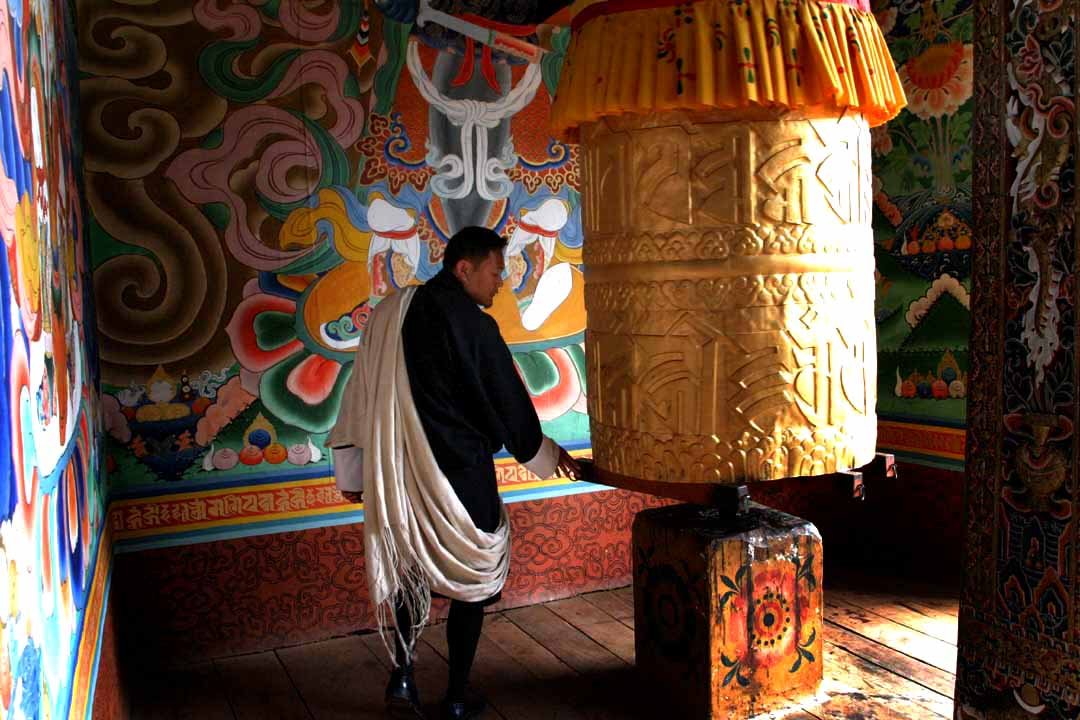
As rodas de oração vajrayana têm mantras tântricos gravados na superfície.

As palavras mantram, tantram e yantram têm raízes linguística e fonológica nas antigas tradições indianas. Mantra denota o canto, ou "conhecimento". Tantram denota ações rituais. Yantram denota os meios pelos quais se espera que uma pessoa leve sua vida.
O mantra e o yantra são instrumentos para invocar qualidades superiores, frequentemente associadas a divindades hindus específicas, como Shiva, Shakti ou Kali. Da mesma forma, o puja pode envolver o foco em um yantra ou mandala associado a uma divindade.
Cada mantra está associado a um Nyasa específico. Nyasa envolve tocar várias partes do corpo em partes específicas do mantra, pensadas para invocar a divindade no corpo. Existem vários tipos de Nyasas; os mais importantes são Kara Nyasa e Anga Nyasa.  

### Pañcamakāra, o Ritual de Transgressão
O Vāmacāra Tantra, da “mão esquerda”, se caracteriza pelos rituais de transgressão, como o pañcamakara (o “ritual dos cinco ms“, pois cada um dos elementos transgressores começa pela letra m). Nesse ritual, o praticante deve transgredir cinco tabus culturais (da cultura indiana):
1. madya, a ingestão de bebidas embriagantes,
2. māṁsa, comer carne de vaca,
3. matsya, comer peixe,
4. mudrā, comer cereais impuros,
5. maithuṇā, o coito ritual.

A quebra desses tabus é um meio para “chocar” a mente e tirá-la do torpor, através dessas transgressões culturais, que são somente válidas para aquele tempo e aquele lugar. Agora, cabe a pergunta: faz sentido fazer um ritual para quebrar os tabus de outra cultura, quando na nossa comer carnes, beber álcool ou relacionar-se sexualmente afora do casamento fazem parte do cotidiando de muitas pessoas? Não seria melhor buscar os tabus da nossa própria cultura e da nossa própria sociedade e quebrá-los devidamente, se acharmos necessário, ao invés de usar os tabus da cultura indiana?

#### O perigo de descontextualizar os rituais
Quando descontextualizamos práticas desse tipo corremos o risco de cair numa profunda confusão e acabar desorientados, com um profundo sentimento de frustração, falta de significado e sentido no que fazemos. O Dakṣiṇacāra, por sua vez, recomenda a prática dos chamados “rituais de compensação”. Podemos identificar alguns dos rasgos do Tantra já no Ṛgveda, concretamente nos rituais e libações ceremoniais do soma. No ritual de compensação do Dakṣiṇacāra, o vinho é substituído por água, a carne por coco seco, o coito pelo culto da Śakti, etc. Isso fica muito claro nesta passagem do Yogiṇītantra (V:14), que diz:
“Madya, o vinho, é o conhecimento inebriante de Parabrahman, o Ser Ilimitado, adquirido através do Yoga, que isola o praticante [em relação às aflições] do mundo exterior.
“Maṁsā não é a carne, mas o gesto em que o sādhaka consagra todos seus atos à Śakti.
“Matsya, o peixe, é o conhecimento sáttvico pelo qual o adorador sente compaixão pelo prazer e a dor de todos os seres.
“Mudrā, o cereal tostado, simboliza a renúncia a todas as formas do mal, que conduzem a novos condicionamentos.
“Maithuṇā é a união da kundaliṇīśakti com Śiva no corpo do adorador.”
Já o estudioso S. B. Lal Mukherjī, que tem um ensaio citado em Śakti and Śākta, de Sir John Woodroffe, p. 83, afirma o seguinte: “Um dos artigos de fé do povo védico era, portanto, que a união sexual conduzia à bem-aventurança do além e devia cumprir-se com verdadeiro espírito religioso para assegurar o bem-estar espiritual, censurando-se severamente a lascívia.”

### Identificação com divindades

#### Visualização
As divindades são internalizadas como atributos das meditações Ishta devata, com os praticantes se visualizando como a divindade ou experimentando o darshan (visão) da divindade. Durante a meditação, o iniciado se identifica com qualquer um dos deuses e deusas hindus, visualizando-os e internalizando-os em um processo semelhante ao namoro e consumação sexual. O praticante de Tantrika pode usar visualizações de divindades, identificando-se com uma divindade na medida em que o aspirante "se torna" o Iṣṭa-deva (ou divindade meditacional).

#### Classes de devotos
No Tantra hindu, unir a divindade e o devoto usa meditação e práticas rituais. Essas práticas são divididas entre três classes de devotos: o animal, o heróico e o divino. No devoto divino, os rituais são internos. O devoto divino é o único que pode atingir o objetivo dos rituais (energia do despertar).

## Hinduísmo
No hinduísmo, as tradições tântricas são encontrados no Shaiva Siddhanta xaiva e o Mantrapīṭha (Bhairava-centrados), e em Vidyāpīṭha do shaktismo e as tradições kulamārga.
Os textos do Tantra da tradição vaishnava são o Pañcaratra, e tipicamente chamados de Āgamas nas tradições vixnuístas. O termo "Tantra" no gênero hindu da literatura é geralmente usado especificamente para se referir aos Ágamas shaktas. A literatura de Ágamas é volumosa e inclui 28 Ágamas xaivas, 77 Ágamas shaktas (também chamados de Tantras) e 108 Ágamas vaixnavas (também chamados de Samhitas Pancharatra) e numerosos Upa-Agamas.
Alguns textos do Tantra no hinduísmo são védicos e outros não-védicos. As tradições do Agama incluem conceitos de Ioga e Auto-realização, alguns incluem Kundalini Yoga, ascetismo e filosofias que variam de Dvaita ( dualism ) a Advaita não-dualismo).
Os meios de adoração na prática tântrica hindu diferem da forma védica. Embora a prática védica de yajna não haja ídolos e santuários, em suas tradições tântricas, ídolos e ícones simbólicos com puja são os meios de adoração. Templos, simbolismo, ícones que lembram o devoto de atributos e valores são uma parte necessária da prática agâmica, enquanto os caminhos não teístas são um dos muitos meios alternativos na prática védica. Isso, no entanto, não significa necessariamente que os Tantra-Ágamas e os Vedas sejam opostos, de acordo com teólogos hindus da era medieval. Tirumular, por exemplo, explicou sua ligação como "os Vedas são o caminho e os Ágamas são o cavalo".
Cada texto Tantra-Ágama consiste em quatro partes:
- Jnana pada, também chamado de Vidya pada[142] –  consiste na doutrina, no conhecimento filosófico e espiritual, no conhecimento da realidade e na libertação.
- Yoga pada – preceitos do ioga, a disciplina física e mental.
- Kriya pada – consiste em regras para rituais, construção de templos (Mandir); princípios de design para esculpir, entalhar e consagrar ídolos de divindades para adoração em templos;[146] para diferentes formas de iniciações ou diksha. Este código é análogo aos dos Puranas e do texto budista de Sadhanamala.
- Charya pada – estabelece regras de conduta, de culto (puja), observâncias de ritos religiosos, rituais, festivais e prayaschittas.

Os textos tantra-ágamas do hinduísmo apresentam uma ampla gama de filosofias, que vão do dualismo teísta ao monismo absoluto. Essa diversidade de pontos de vista foi reconhecida no capítulo 36 de Tantraloka, pelo estudioso do século X Abhinavagupta. Somente no xivaísmo, há dez textos ágamas dualísticos (dvaita), dezoito textos ágamas monismo qualificado-com-dualismo (bhedabheda) e sessenta e quatro textos ágamas monistas (advaita). Os Bhairava Shastras são textos monísticos do Tantra, enquanto os Shiva Shastras são dualísticos.

## Budismo
Muitas tradições tântricas se desenvolveram dentro do budismo, ao longo de sua história no Sul e Sudeste Asiático. Também são chamadas de tradições vajrayana. A tradição prevalece particularmente no Tibete e no Nepal. As práticas e textos tântricos budistas, afirma Jacob Dalton, desenvolveram-se entre os séculos V e VII e isso é evidenciado pelas traduções budistas chinesas de textos indianos daquele período preservadas em Dunhuang. Ryan Overbey também afirma isso, declarando que os encantamentos tântricos budistas e textos rituais foram traduzidos por eruditos budistas chineses seis vezes e esses feitiços aparecem em vários textos entre os séculos V e VIII.
De acordo com Alexis Sanderson, várias classes de literatura vajrayana foram desenvolvidas como resultado de cortes reais patrocinando ambos budismo e o xivaísmo. O Mañjusrimulakalpa, que mais tarde passou a ser classificado como Kriyātantra, afirma que os mantras ensinados nos tantras xaiva, garuda e vaishnava serão eficazes se aplicados por budistas, uma vez que foram todos ensinados originalmente por Manjushri. O Guhyasiddhi de Padmavajra, um trabalho associado à tradição guhyasamaja, prescreve atuar como um guru xaiva e iniciar membros nas escrituras e mandalas de Shaiva Siddhanta. Os textos tantra samvara adotaram a lista de pitha do texto Shaiva Tantrasadbhava, introduzindo um erro de cópia em que uma divindade era confundida com um lugar.

## Jainismo e outras religiões
As tradições tântricas do hinduísmo e do budismo se espalharam rapidamente na Índia e no Tibete, e de lá para o sudeste da Ásia, Ásia Oriental e Ásia Central. Eles influenciaram significativamente muitas outras tradições religiosas, como o jainismo, sikhismo, a tradição bön tibetana, taoismo e a tradição xinto japonesa. Na literatura sikh, as ideias relacionadas à Shakti e à reverência da deusa atribuídas ao Guru Gobind Singh, particularmente no Dasam Granth, estão relacionadas às idéias do tantra encontradas no Budismo e Hinduísmo.
Os métodos de adoração jainistas, afirma Ellen Gough, foram provavelmente influenciados pelas idéias do shaktismo, e isso é atestado pelos diagramas tântricos da Rishi-mandala onde os Tirthankaras são retratados. As tradições tântricas dentro do Jainismo usam encantos verbais ou mantras e rituais que se acredita acumular mérito para os reinos de renascimento.

## Pesquisa acadêmica ocidental

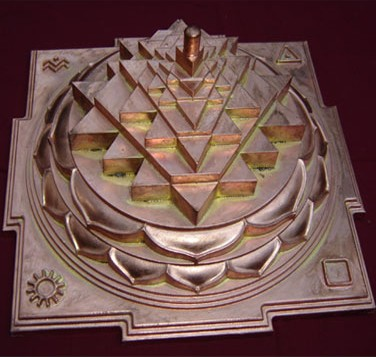
O Sri Yantra (mostrado aqui na projeção tridimensional conhecida como Sri Meru ou Maha Meru, usada principalmente pelas seitas de Srividya shaktas).

### John Woodroffe
O primeiro estudioso ocidental a estudar seriamente o Tantra foi John Woodroffe (1865–1936), que escreveu sobre o Tantra com o pseudônimo de Arthur Avalon e é conhecido como o "pai fundador dos estudos tântricos". Ao contrário dos estudiosos ocidentais anteriores, Woodroffe defendeu o Tantra, defendendo-o e apresentando-o como um sistema ético e filosófico de acordo com os Vedas e o Vedanta. Woodroffe praticava o Tantra e, enquanto tentava manter a objetividade escolástica, era um estudante do Tantra Hindu (a tradição Shiva-Shakta).

### Desenvolvimento adicional
Seguindo Woodroffe, vários estudiosos começaram a investigar os ensinamentos tântricos, incluindo estudiosos de religião comparada e indologia como Agehananda Bharati, Mircea Eliade, Carl Jung, Alexandra David-Néel, Giuseppe Tucci e Heinrich Zimmer. Praticantes como Jaya Yogacharya (Ilha da Reunião, Oceano Índico) afirmam que a prática do tantra ioga transforma a pessoa e, portanto, convida a mudar o posicionamento na vida.

### Publicados
- Avalon, Arthur (1918). Sakti and Sakta. Essays and Addresses on the Tantra Shastra. Madras: Ganesh and Co
- Avalon, Arthur (1972). Tantra of the great liberation – Mahanirvana Tantra. New York: Dover publications. ISBN 978-0-486-20150-4
- Bagchi, P.C. (1989). Evolution of the Tantras, Studies on the Tantras. Kolkata: Ramakrishna Mission Institute of Culture. ISBN 978-81-85843-36-0 Second Revised Edition
- Banerjee, Sures Chandra (1988). A Brief History of Tantra Literature. Kolkata: Naya Prokash
- Banerjee, Sures Chandra (2002). Companion to Tantra. [S.l.]: Abhinav Publications. ISBN 978-1-70174-022-8
- Basu, Manoranjan (1986), Fundamentals of the Philosophy of Tantras, Mira Basu Publishers
- Bhattacharyya, N. N. (1992). History of the Tantric Religion. New Delhi: Manohar. ISBN 978-81-7304-025-2 reprint of the 1982 edition
- Bhattacharyya, N. N. (1999). History of the Tantric Religion. New Delhi: Manohar. ISBN 978-81-7304-025-2 Second Revised Edition
- Bronkhorst, Johannes (1993), The Two Traditions Of Meditation In Ancient India, Motilal Banarsidass Publ.
- Bühnemann, Gudrun (1988). The Worship of Mahāgaṇapati According to the Nityotsava. [S.l.]: Institut für Indologie. ISBN 978-81-86218-12-9 First Indian Edition, Kant Publications, 2003.
- Einoo, Shingo, ed. (2009), Genesis and Development of Tantrism, University of Tokyo
- Feuerstein, Georg (1998), Tantra: The Path of Ecstasy, Shambhala Publications
- Flood, Gavin D. (1996). An Introduction to Hinduism. [S.l.]: Cambridge University Press. ISBN 978-0-521-43878-0 Verifique o valor de |url-access=registration (ajuda)
- Teun Goudriaan (1981).  Teun Goudriaan; Sanjukta Gupta, eds. Hindu Tantric and Śākta Literature. [S.l.]: Otto Harrassowitz Verlag. ISBN 978-3-447-02091-6
- Gray, David B. (2016). «Tantra and the Tantric Traditions of Hinduism and Buddhism». Oxford Research Encyclopedia of Religion. [S.l.]: Oxford University Press. ISBN 9780199340378. doi:10.1093/acrefore/9780199340378.013.59
- Brown, Robert (2002).  Harper, Katherine Anne; Brown, Robert L., eds. The Roots of Tantra. [S.l.]: State University of New York Press. ISBN 978-0-7914-5306-3
- Hopkins, Jeffrey (1999), Introduction by Jeffrey Hopkins. In: His Holiness the Dalai Lama: Kalachakra Tantra. Rite of Initiation, Wisdom Publications
- Lorenzen, David N. (2002), «Early Evidence for Tantric Religion», in:  Harper, Katherine Anne; Brown, Robert L., The Roots of Tantra, ISBN 978-0-7914-5306-3, State University of New York Press
- McRae, John (2003), Seeing Through Zen. Encounter, Transformation, and Genealogy in Chinese Chan Buddhism, ISBN 9780520237988, The University Press Group Ltd
- Michaels, Axel (2004), Hinduism. Past and present, Princeton, New Jersey: Princeton University Press
- Nakamura, Hajime (2004), A History of Early Vedanta Philosophy. Part Two, Delhi: Motilal Banarsidass Publishers Private Limited
- Nikhilananda (1982), Hinduism: Its Meaning for the Liberation of the Spirit, Sri Ramakrishna Math
- Norbu, Chögyal Namkhai (1999). The Crystal and The Way of Light: Sutra, Tantra and Dzogchen. [S.l.]: Snow Lion Publications. ISBN 978-1-55939-135-1
- Padoux, André (2002), «What Do We Mean by Tantrism?», in:  Harper, Katherine Anne; Brown, Robert L., The Roots of Tantra, ISBN 978-0-7914-5306-3, State University of New York Press
- Padoux, André (2013), The Heart of the Yogini, ISBN 978-1-2999-4016-1, Oxford: Oxford University Press
- Samuel, Geoffrey (2010), The Origins of Yoga and Tantra. Indic Religions to the Thirteenth Century, Cambridge University Press
- Sarkar, Prabhat Ranjan (1959), Tantra and its Effect on Society, Bhagalpur: Ananda Marga Pubs
- Saraswati, Swami Satyananda (2000), Sure Ways to Self Realization, ISBN 978-81-85787-41-1, Yoga Publications Trust
- Saraswati, Swami Satyananda (1981). Teachings of Swami Satyananda Volume 1. [S.l.]: Satyananda Ashram, Australia
- Scheepers, Alfred (2000), De Wortels van het Indiase Denken, Olive Press
- Smith, Brian K. (2005), «Tantrism: Hindu Tantrism», in:  Jones, Lindsay, MacMillan Encyclopedia of Religion, MacMillan
- Timalsina, S. (2012), «Reconstructing the tantric body: Elements of the symbolism of body in the monistic kaula and trika tantric traditions», International Journal of Hindu Studies, 16 (1): 57–91, doi:10.1007/s11407-012-9111-5
- Urban, Hugh (2003). Tantra: Sex, Secrecy, Politics, and Power in the Study of Religions. [S.l.]: University of California Press. ISBN 978-0-520-23656-1
- Wallis, Christopher (2012). Tantra Illuminated. [S.l.]: Anusara Press. ISBN 978-1937104016
- Wangyal Rinpoche, Tenzin; Dahlby, Mark (1998). The Tibetan Yogas of Dream and Sleep. N.Y.: Snow Lion Publications. ISBN 978-1-55939-101-6
- White, David Gordon, ed. (2000), Tantra in Practice, ISBN 978-0-691-05779-8, Princeton University Press
- White, David Gordon (2005), «Tantrism: An Overview», in:  Jones, Lindsay, MacMillan Encyclopedia of Religion, MacMillan
- White, David Gordon (2003). Kiss of the Yogini: "Tantric Sex" in its South Asian Contexts. [S.l.]: University of Chicago Press. ISBN 978-0-226-02783-8
- Williams, Paul; Tribe, Anthony (2000), Buddhist Thought, Routledge
- Winternitz, Maurice (1972). History of Indian Literature. New Delhi: Oriental Books Reprint Corporation Second revised reprint edition. Two volumes. First published 1927 by the University of Calcutta.
- Yeshe, Lama Thubten (1987). Introduction to Tantra:The Transformation of Desire 2001, revised ed. Boston: Wisdom Publications. ISBN 0-86171-162-9